# Darfur

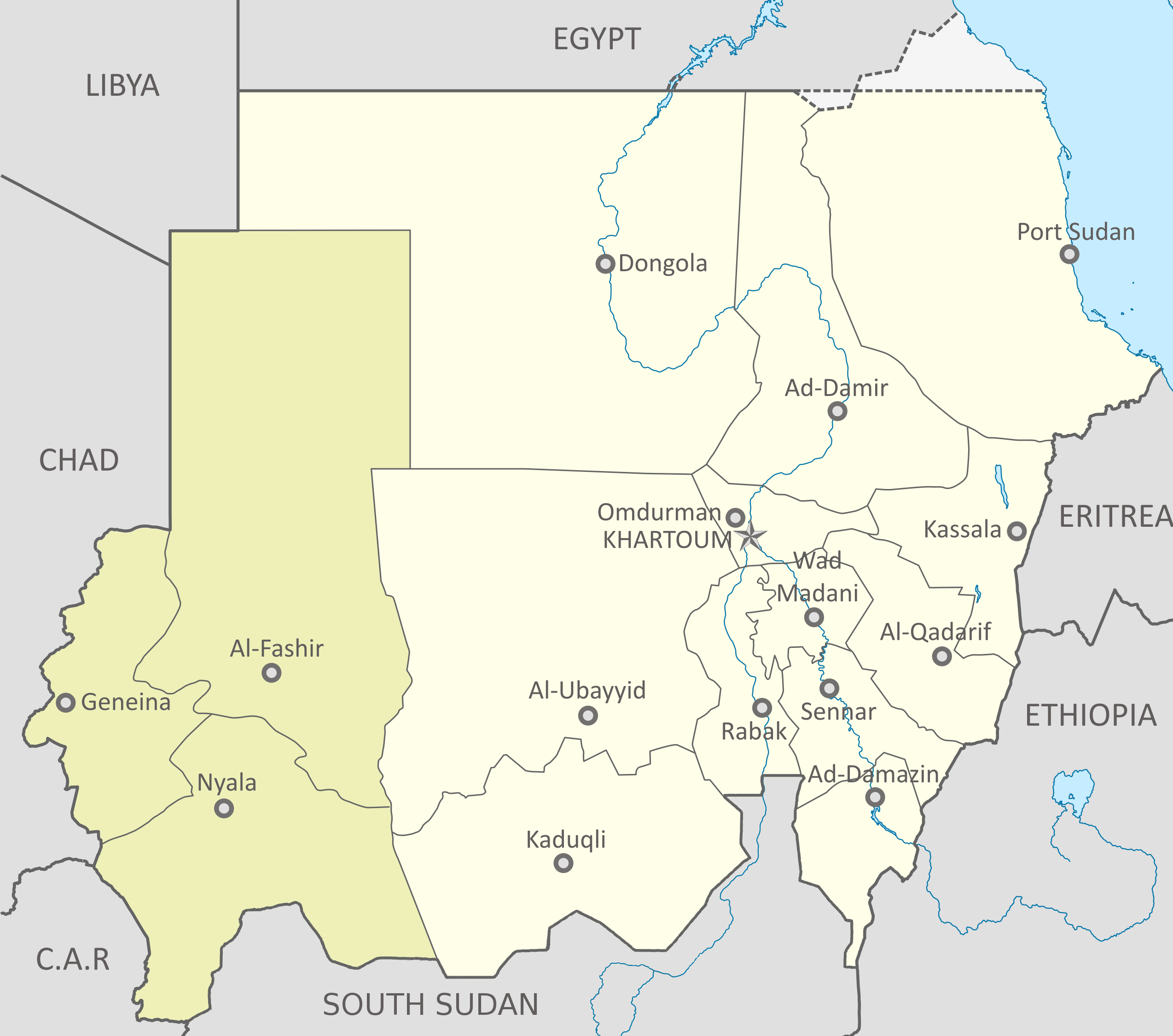
Le tre province che compongono il Darfur in Sudan

Bandiera del Regno del Darfur dal 1898 al 1916

Il Darfur (in arabo دار فور‎?, Dār Fūr, ossia "paese dei Fur") è una delle nove province storiche (mudīriyyāt) del Sudan, situata nella parte occidentale del Paese, nel deserto del Sahara. È in maggioranza abitato da popolazioni musulmane, come nel resto del nord del Paese. Il territorio è oggi suddiviso in cinque Stati (wilayat): Darfur Occidentale (Gharb Darfur), con capitale Al Junaynah, Darfur Settentrionale (Chamal Darfur), con capitale Al Fashir, Darfur Meridionale (Djanub Darfur), con capitale Nyala, Darfur Centrale (Wasat Darfur), con capitale Zalingei e Darfur Orientale (Scharq Darfur), con capitale Ad Daein.
Islamizzato nel XIV secolo, il sultanato indipendente del Darfur raggiunse la massima potenza tra la fine del XVII ed il XVIII secolo. Inglobato nell'Egitto nel 1874, per questo motivo sostenne il movimento mahdista, da cui poi si allontanò, ottenendo alla sua sconfitta, nel 1898, una certa indipendenza, persa nel 1916 ad opera dei britannici che deposero l'ultimo Sultano, ʿAlī Dīnār a causa del fatto che questi si era schierato a fianco dell'Impero ottomano durante la prima guerra mondiale. Da allora ha condiviso la storia del Sudan.

## Geografia
Il Darfur copre una superficie di 493 180 km². Gran parte del territorio è formato da un altopiano. Il centro della regione è montuoso, dominato dal monte Marra (Jebel Marra) che raggiunge i 3088 m s.l.m.; il nord del paese è coperto di dune sabbiose, mentre il sud è dominato dalla savana e gode di precipitazioni medie annue di 700 mm, concentrate da giugno a settembre (i raccolti sono a novembre). Il Darfur fa parte del Sahel e ne condivide la progressiva desertificazione. Sono stati scoperti dei giacimenti di petrolio.
La popolazione è stimata in circa 6 milioni di abitanti, in grande prevalenza rurali. Sono nomadi e allevatori di lontana origine araba e arabofoni (Baggara, Abbala) al nord e agricoltori stanziali neri e non arabofoni (Fur, Zaghawa, Masalit) al sud. I centri principali sono Al Fashir e Geneina.

## Conflitto
Desertificazione, conflitti in Ciad e nel Sud Sudan, unite soprattutto alla scoperta di petrolio (i maggiori giacimenti del Sudan sono in Darfur), hanno generato ed alimentato il conflitto sin dagli anni ottanta.
Dal 2003, il Darfur è teatro di un feroce conflitto che vede contrapposte la locale maggioranza nera della popolazione, composta da tribù sedentarie, e la minoranza nomade originaria della Penisola arabica, che costituisce maggioranza nel resto del Sudan. Quest'ultima, dai primi del XXI secolo, è stata appoggiata dal governo centrale (a stragrande maggioranza araba), a sua volta accusato di tollerare le feroci scorribande dei Janjawid (letteralmente "demoni a cavallo", reclutati fra gli Abbala). I contrasti fra popolazioni nomadi e sedentarie (tutte peraltro di religione islamica) nella regione del Sahel risalgono alla notte dei tempi, ma non sono quasi mai tracimati fino ai tempi più recenti in atti di aperta e violenta ostilità e sono dovuti al diverso utilizzo delle scarse risorse naturali disponibili da parte di questi gruppi. Tuttavia dal 1985, e ancor di più dal 2002, il governo centrale ha strumentalizzato queste controversie - ingigantite da una crescente e drammatica siccità e dalla conseguente carestia - per fini politici, in particolare allo scopo di reprimere i movimenti autonomisti sorti fra le tribù stanziali. Il governo ha quindi tollerato, e in parte sostenuto, gli attacchi dei Janjawid. I sedentari hanno risposto costituendo a loro volta dei gruppi armati, come il Movimento per la Liberazione del Sudan (principalmente composto da Fur e Masalit) e il Justice and Equality Movement (Movimento per la Giustizia e l'Uguaglianza), legato a una corrente islamista fuoriuscita dal governo centrale (principalmente composta da Zaghawa).
Alcuni mettono il conflitto in relazione alla questione degli approvvigionamenti petroliferi. Il Darfur e il Sudan in generale sono una delle zone col più basso reddito pro-capite dell'Africa, ma al contempo fra le più ricche di materie prime. La China National Petroleum Corporation (CNPC) di Pechino, compagnia petrolifera a controllo pubblico, importa dal 65% all'80% dei barili prodotti ogni giorno nel Paese, ed una quota pari all'8% delle importazioni cinesi di petrolio.
Diversi antefatti del conflitto rilevati sul campo sono riportati nel volume "Diario di un uomo scimmia" di R. Sapolskj, neurobiologo e primatologo americano.

### Reazioni

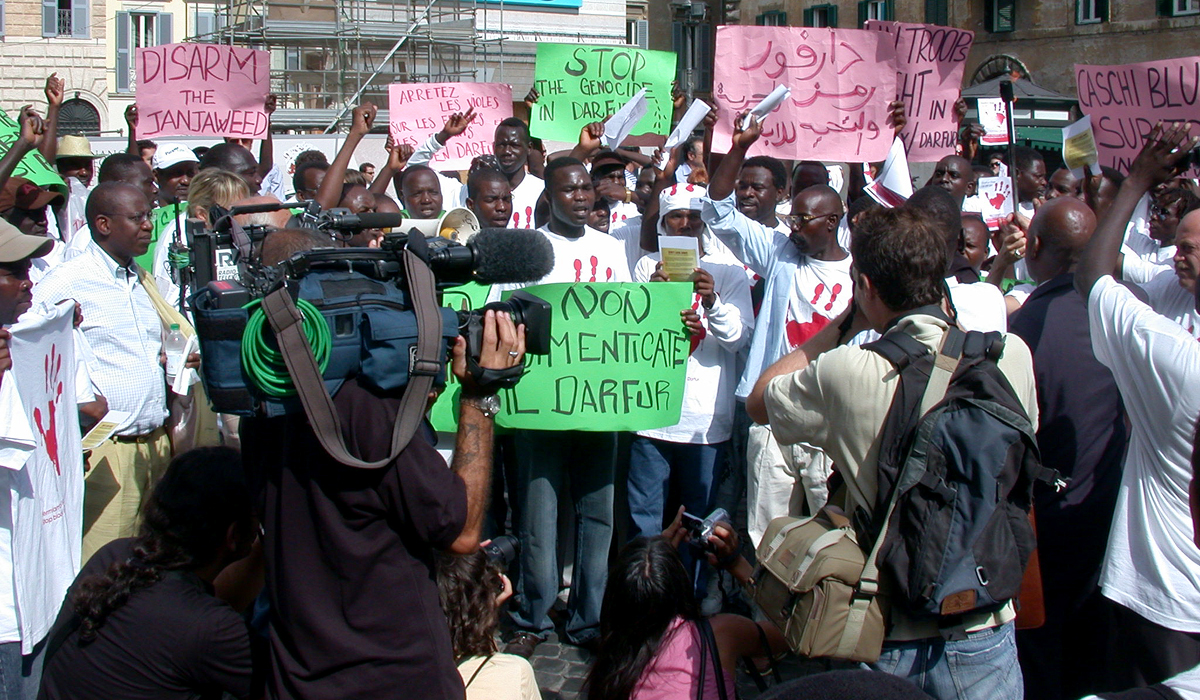
Manifestazione a Roma (2007) per sensibilizzare sulla questione del Darfur

In Europa, il movimento Sauver Le Darfour mobilita i cittadini europei.
Il 21 giugno 2007 è stato pubblicato Make some noise - The international campaign to save Darfur, un album discografico in cui grandi esponenti della musica internazionale interpretano alcuni classici del repertorio di John Lennon. I diritti delle canzoni di John Lennon sono stati donati da Yōko Ono, che ha offerto tutte le royalty delle edizioni per la campagna di Amnesty International a favore della popolazione martoriata del Darfur.

Sempre nel 2007, il gruppo di musica elettronica Mattafix ha pubblicato il singolo Living Darfur: la canzone ha l'obiettivo di raccogliere fondi per il Darfur e sensibilizzare a livello internazionale sulla situazione nel Paese. Il video del brano è stato pubblicato il 16 settembre, in occasione della celebrazione del "Giorno globale per il Darfur".
Il 24 febbraio 2010 il presidente J.H.Al-Bashir ha stipulato un accordo di pace a Doha, ma tuttora sono esistenti tensioni e ribellioni.